# Mouvement pour la France
Pour les articles homonymes, voir MPF.
 (décembre 2020).
Si vous disposez d'ouvrages ou d'articles de référence ou si vous connaissez des sites web de qualité traitant du thème abordé ici, merci de compléter l'article en donnant les références utiles à sa vérifiabilité et en les liant à la section « Notes et références ».
Le Mouvement pour la France (MPF) est un parti politique français d'inspiration souverainiste, classé à droite ou parfois à l’extrême droite de l’échiquier politique. Il est fondé en 1994 et disparaît en 2018.
Son président-fondateur, Philippe de Villiers, est notamment candidat aux élections présidentielles de 1995 et de 2007.

## Historique
Issu à la fois du mouvement « Combat pour les valeurs » et de la liste « Majorité pour l'autre Europe » des élections européennes de 1994, le Mouvement pour la France est créé le 20 novembre 1994 à la maison de la Chimie à Paris par Philippe de Villiers, le juge Thierry Jean-Pierre et James Goldsmith.
Le mouvement « Combat pour les valeurs » est fondé par Philippe de Villiers, Bernard Debré, Christine Boutin et Bernard Seillier.
Peu après, Philippe de Villiers se lie à Philippe Séguin et Charles Pasqua aux côtés de qui il mène la campagne pour le « non » au traité de Maastricht.
Lors des élections européennes de 1994, sa liste « Majorité pour l'autre Europe » sur laquelle on trouve entre autres, le juge Thierry Jean-Pierre et le petit-fils du général de Gaulle, Charles de Gaulle, crée la surprise en obtenant 12,34 % des suffrages, soit treize députés européens.
Fort de ce succès, Philippe de Villiers se présente ensuite à l'élection présidentielle de 1995, où il obtient 1,44 million de voix, soit 4,74 % des suffrages.
Aux élections législatives de 1997, le MPF fait liste commune avec le Centre national des indépendants et paysans (CNIP) sous l'étiquette de La Droite indépendante (LDI). L’alliance obtient deux députés, en Vendée : Philippe de Villiers et Dominique Caillaud (UDF dissident).
En juin 1999, la liste du RPF-IE, où Philippe de Villiers figure en deuxième position derrière Charles Pasqua, en recueillant 13,05 % des voix, soit 13 députés au Parlement européen, est la première de droite, devant la liste RPR conduite par Nicolas Sarkozy.
Le MPF fusionne avec le mouvement de Charles Pasqua (Demain la France) et devient le RPF. Un an plus tard, Philippe de Villiers quitte le parti et recrée le MPF en dénonçant la gestion opaque du RPF par Charles Pasqua, qui cherche à imposer ses proches collaborateurs.
En juin 2004, le MPF remporte trois sièges au Parlement européen, ceux de Philippe de Villiers, également président du conseil général de Vendée, de Paul-Marie Coûteaux et de Patrick Louis.
Le parti fait campagne pour le non au référendum sur le traité établissant une Constitution pour l'Europe. À la suite de l'arrivée de nombreux adhérents après le 29 mai 2005, le MPF a mis en place une charte excluant notamment toute xénophobie, qu'il est nécessaire de signer pour adhérer.
De fin 2004 à décembre 2005, le nombre d'adhérents passe de 7 000 à 16 250. Le MPF s'est vu rejoindre par Jacques Bompard, maire d'Orange et animateur de l'Esprit public, démissionnaire du bureau politique du Front national.
En mars 2007, Philippe de Villiers est candidat MPF à l'élection présidentielle. Paul-Marie Coûteaux, ancien soutien de Jean-Pierre Chevènement à l'élection présidentielle de 2002, devient porte-parole de Philippe de Villiers aux côtés de Guillaume Peltier. Il est aussi conseillé par Henry de Lesquen,, tandis que le député UMP Jérôme Rivière lui apporte son soutien en devenant Président de son comité de soutien.
Le 22 avril 2007, Philippe de Villiers réalise un score décevant (2,23 %) après une campagne présidentielle au cours de laquelle il a essentiellement axé son discours sur l'« islamisation », la défense de l'« identité nationale » et son bilan de Président de Conseil général en Vendée. Le MPF noue alors des alliances dans le cadre des élections législatives avec l'UMP, assurant l'élection de deux députés en Vendée, puis renoue des alliances ponctuelles avec le parti présidentiel aux élections municipales de 2008.
Après l'élection présidentielle remportée par la droite et en vue des élections régionales de 2010, à l'invitation du président Nicolas Sarkozy, fin 2009 le Mouvement pour la France (MPF) rejoint le comité de liaison de la majorité présidentielle,.
Après le retrait de Guillaume Peltier, c'est Patrick Louis, ancien secrétaire national aux fédérations, qui devient secrétaire général du mouvement. Il a pour mission de relancer le MPF après l'échec de la présidentielle. Il s'agit d'en faire un parti incontournable pour présenter une alternative crédible à droite de l'UMP d'une part, et pour qu'il devienne le fer de lance d'un vaste mouvement alter-européen en France, d'autre part. C'est dans cette perspective que le Mouvement pour la France rejoint le Parti européen Libertas. Créé par l'Irlandais Declan Ganley, Libertas a pour but de coordonner l'ensemble des mouvements souverainistes ou « euroréalistes » européens afin de faire campagne pour les élections européennes de 2009 sous un label commun. Le président tchèque Václav Klaus et le parti du président polonais Lech Kaczyński sont déjà en pourparlers avec le mouvement, qui a été l'un des grands artisans du non au traité de Lisbonne en Irlande.
C'est donc sous la bannière de Libertas que le MPF et Chasse, pêche, nature et traditions (CPNT) s'unissent pour les élections européennes. La campagne sera dirigée par l'ancien député UMP Jérôme Rivière (membre du MPF depuis 2007). Après avoir obtenu 4,8 % de suffrages exprimés, Philippe de Villiers parvient à conserver son siège de député au Parlement européen.
Dans les années 2010, le MPF perd progressivement tous ses élus et ne présente aucun candidat aux élections présidentielles de 2012 et de 2017. Il est finalement dissous par son secrétaire général Patrick Louis le 28 juin 2018.

## Programme
Dans son ouvrage Les Cloches sonneront-elles encore demain ? publié en 2016, Philippe de Villiers préconise la remigration d'une partie des personnes issues de l'immigration vers leurs pays d'origine.
Le MPF apporte son soutien à La Manif pour tous en 2012-2013.

## Relations avec les partis de droite
Créé par des dissidents de l'UDF, à l'image de son président Philippe de Villiers, le positionnement sur l'échiquier politique du MPF s'assimile à celui d'un parti de droite parlementaire. Cependant, son idéologie est jugée dès sa création, par certains observateurs, comme relevant de l'extrême droite,.
Le MPF fait partie de la majorité présidentielle de Nicolas Sarkozy de septembre 2009 à la fin de son quinquennat. Le mouvement s'en montre néanmoins très critique à partir de son conseil national d'avril 2011, et ne renouvelle finalement pas son soutien au candidat Sarkozy à l'élection présidentielle de 2012.
À partir de décembre 2015 s'opère un rapprochement informel entre Philippe de Villiers et la députée FN Marion Maréchal.
Lors de l’élection présidentielle de 2017, Philippe de Villiers exprime sa sympathie et son soutien officieux à la candidate Marine Le Pen,.

### Positionnement par rapport à l’UMP
Là où les divergences idéologiques avec l'UMP sont moindres, c'est-à-dire lors des élections locales, le MPF est un partenaire électoral du parti de l'ancien président de la République. Le but est d'assurer un équilibre entre la défense de convictions, souvent éloignées de l'UMP sur certains sujets, et un certain pragmatisme d'autre part, dont l'intérêt électoral est résumé en ces termes par Philippe de Villiers :
« Toutes les enquêtes d'opinion le montrent, confiait-il voilà six mois. L'électorat UMP n'écoute que ceux qui se situent à l'intérieur de la majorité présidentielle. Pour que mes critiques envers Sarkozy portent, il faut que je garde un pied dedans et un pied dehors. ».
De juillet 2009 à la fin du quinquennat, le MPF fait partie du Comité de liaison de la majorité présidentielle.

#### Élections locales
Dans un grand nombre d'élections locales, le MPF a noué des alliances avec l'UMP : par exemple, les députés MPF ont été élus sous l'étiquette de la majorité présidentielle. Des alliances aux cantonales, aux municipales ont eu lieu en 2008. À Vénissieux et à Échirolles, le MPF a conduit des listes investies par l'UMP, ailleurs, dans beaucoup d'autres grandes villes, il figure sur les listes de la majorité présidentielle (Nice, Brest, Lyon, Clermont-Ferrand, Orléans, etc.). Cependant, il est également arrivé qu'aux municipales, le MPF ait présenté ou soutenu des listes divers droite (Orange, Versailles, Tours, Roanne, Rodez) contre celles investies par l'UMP.
Dans le département de l'Aveyron, le MPF a participé à la majorité de droite UMP au conseil général de l'Aveyron sous la présidence de Jean Puech, ancien ministre, avec Bernard Seillier du MPF comme vice-président.
Aux précédentes élections régionales, les alliances ont été également courantes.

#### Élections nationales et européennes
Aux européennes, et dans l'ensemble des circonscriptions législatives, le MPF fait cavalier seul, bien que les députés Dominique Souchet et Véronique Besse aient bénéficié du soutien de l'UMP en Vendée lors des élections législatives de 2007. D'autre part, les deux sénateurs vendéens du MPF ont été élus face à un candidat investi par l'UMP.
En 1995 et en 2007, Philippe de Villiers s'est présenté face à des candidats RPR, puis UMP, mais a appelé à voter pour eux au second tour.

#### Historique depuis 2007
En juillet 2007, à l'occasion de la réunion d'un comité directeur, Guillaume Peltier, le secrétaire général, se déclare partisan de faire du MPF un vrai parti de droite, moderne, efficace et capable de gouverner. Il propose aux cadres du Mouvement le principe de négociations avec l'UMP pour les élections municipales de mars 2008. Sa proposition est très majoritairement acceptée afin d'enraciner le MPF sur le terrain. L'objectif est d'obtenir 500 élus locaux (contre 150 élus en 2001).
Guillaume Peltier mène dès la mi-juillet 2007 des négociations avec Brice Hortefeux et Alain Marleix, le secrétaire national de l'UMP chargé des élections. Le MPF se positionne comme un « allié loyal » du gouvernement, envers qui il se veut « exigeant », notamment sur les questions européennes : opposition au traité de Lisbonne et à l'entrée de la Turquie dans l'Union européenne. Sur le plan électoral, le MPF souhaite que ces négociations garantissent la réélection des maires MPF : Jean-Louis Millet à Saint-Claude (Jura), Jacques Bompard à Orange. Le MPF vise l'obtention de 500 places éligibles d'adjoints ou de conseillers municipaux, et quelques têtes de liste (à Bollène, pour Marie-Claude Bompard, épouse de Jacques, à Vénissieux pour Christophe Girard). S'agissant des conseils généraux, le MPF souhaite un accord avec l'UMP pour la réélection de Jacques Bompard dans le canton ouest d'Orange, et de Michel Terral dans le canton de Ballon. Le MPF espère pouvoir investir une trentaine d'autres candidats.
Lors du remaniement ministériel du 15 janvier 2009, l'UMP propose à Bruno Retailleau de remplacer Éric Besson au secrétariat d'État à l'économie numérique. À la suite du refus de Philippe de Villiers, le vice-président du MPF ne rejoindra pas le gouvernement.
En 2010, Philippe de Villiers quitte sa fonction de président du conseil général de la Vendée. En 2014, il décide de ne pas se représenter aux élections européennes et se met en retrait de la vie politique. Bien que restant président-fondateur du MPF, il se consacre dès lors à la gestion de son parc du Puy du Fou ainsi qu’à la publication d'essais historiques et métapolitiques.
Peu après avoir fondé l'ISSEP avec l'ancienne députée Marion Maréchal, le secrétaire général du MPF, Patrick Louis, dissout le mouvement, le 28 juin 2018.

### Positionnement par rapport au FN
Du point de vue stratégique, le MPF rejette l'idée d'union avec le Front national. Philippe de Villiers a ainsi refusé l'alliance proposée par Jean-Marie le Pen en vue de l'élection présidentielle de 2007. En effet, le MPF est un partenaire électoral de l'UMP dans de nombreux cas, mais il critique dans le même temps beaucoup d'aspects de la politique menée par le parti présidentiel, avec un positionnement sur l'Europe ou l'immigration proche de celui du Front national.
Philippe de Villiers se montre critique vis-à-vis des propos polémiques tenus à plusieurs reprises par Jean-Marie Le Pen, résumant leurs divergences en déclarant : « il s'intéresse à la Seconde Guerre mondiale, je m'intéresse à la France »[réf. nécessaire]. Cependant, le président du MPF a lui aussi tenu des propos qui ont été sujets à polémique au sujet de la colonisation estimant que la France pouvait être fière de son passé colonial, dont le bilan serait selon lui « globalement positif » (8 juin 2006). Par ailleurs, Philippe de Villiers met en avant le fait d'être un élu de terrain, s'appuyant sur son action comme président du conseil général de la Vendée. Il se démarque du fait de ses multiples réalisations (création des Vendéopôles, du parc du Puy du Fou, le Vendée Globe, Radio Alouette, etc.) qui contrastent avec la politique de Jean-Marie le Pen qui a surtout porté sur la contestation.

#### Recrutement d’anciens membres du FN et du MNR
En 2001, le MPF accueille Guillaume Peltier, fondateur de Jeunesse action Chrétienté (avec Nicolas Bay, qui deviendra secrétaire général du MNR et ensuite membre du bureau national du RN), ancien membre de la direction nationale du FNJ et du MNJ, le mouvement de jeunesse mégrétiste. Entre 2002 et 2006, environ 40 % des nouveaux adhérents du MPF viendront directement du FN et du MNR. À la suite de désaccords, Guillaume Peltier quitte le MPF en 2008, puis rejoint l'UMP l'année suivante.
De même, Damien Bariller, ancien membre du Front national, ancien directeur du cabinet de Bruno Mégret (lorsqu'il était au Front national) et du MNR, est nommé responsable de la fédération des Bouches-du-Rhône.
En décembre 2005, Jacques Bompard, ancien membre du Front national et maire d'Orange depuis 1995, rejoint le MPF et prend la présidence de la fédération de Vaucluse. L'épouse de Jacques Bompard, Marie-Claude Bompard, conseillère municipale FN de Bollène, et conseillère régionale de PACA, rejoint à cette même date le MPF et devient maire de Bollène après les élections municipales, l’ayant emporté à la tête d’une liste MPF. Le 28 janvier 2010, Jacques Bompard et son épouse Marie-Claude annoncent leur rupture avec le MPF, puis fondent en mars de la même année le parti de la Ligue du Sud.

### Positionnement parlementaire

#### Au Parlement européen
Les élus du MPF siègent au Parlement européen de 2009 à 2014 au sein du groupe Europe libertés démocratie, groupe parlementaire eurosceptique qui compte notamment des élus de la Ligue du Nord, du Parti populaire danois et du UKIP. Ce groupe souscrit à programme commun « souverainiste et de respect des valeurs traditionnelles et culturelles européennes » tout en laissant à ces membres la liberté de vote conformément à ses principes.

#### À l'Assemblée nationale
Au moment de sa dissolution en 2018, le MPF ne compte plus aucun élu à l'Assemblée nationale. Jusqu'aux élections législatives de 2017, Véronique Besse était élue dans la quatrième circonscription de la Vendée, que représentait auparavant Philippe de Villiers.

#### Au Sénat
En 2018, le parti n'a également plus aucun élu au Sénat. Par le passé, il a pu compter comme sénateurs Bruno Retailleau (Vendée), Philippe Darniche (Vendée) ou Bernard Seillier (Aveyron).

## Dirigeants

### Président
| Portrait | Nom                  | Dates du mandat  | Dates du mandat | Notes |
| -------- | -------------------- | ---------------- | --------------- | --- |
|          | Philippe de Villiers | 20 novembre 1994 | 28 juin 2018    | Fondateur du parti, il en est le président de sa création en 1994 jusqu'à sa disparition en 2018. Il se présente sous cette étiquette aux élections présidentielles de 1995 et 2007. Pendant sa présidence, il exerça différents mandats : Député de la Vendée, Président du Conseil général de la Vendée, Député européen. |

### Secrétaires généraux
- Avant 1998 : à compléter
- 1998-1999 : Stéphane Buffetaut
- 1999-2003 : Thierry de La Perrière
- 2003-2008 : Guillaume Peltier
- 2008-2018 : Patrick Louis

## Résultats aux élections

### Élections européennes de 2004
Avec 1 145 839 voix soit 6,67 % des suffrages exprimés sur l'ensemble du territoire lors des élections européennes de 2004 , le MPF remporte trois sièges au Parlement européen. Philippe de Villiers est élu dans la circonscription de l'ouest, Patrick Louis dans celle du sud-est et Paul-Marie Coûteaux dans celle d'Île-de-France. Tous trois siègent au sein du Groupe Indépendance/Démocratie.

### Élection présidentielle de 2007
Lors de l'élection présidentielle, Philippe de Villiers obtient 2,23 % des suffrages exprimés (818 407 voix), arrivant ainsi sixième après Nicolas Sarkozy, Ségolène Royal, François Bayrou, Jean-Marie Le Pen et Olivier Besancenot. Il obtient ses meilleurs scores aux Pays de la Loire (4,99 %) et dans le Poitou (3,58 %). Son mouvement confirme ainsi son ancrage dans les terres du grand ouest, mais ne perce pas en terres frontistes.
Philippe de Villiers est notamment largement devancé par Jean-Marie Le Pen dans la ville d'Orange (16,3 % contre 6,4 %). Son score est relativement faible en Vendée, où il arrive en quatrième position avec 11,3 % (contre une première place en 1995 avec 22 %).
À l'issue du scrutin, Philippe de Villiers n'appelle pas immédiatement à voter pour Nicolas Sarkozy au second tour. Il appellera tout de même trois jours plus tard à « faire barrage à la gauche ».

### Élections législatives de 2007
Le MPF obtient deux élus dès le 1er tour des élections. Avec 60,96 % des voix, Véronique Besse, qui se présentait sous l'étiquette « majorité présidentielle », est élue en Vendée, tandis que Joël Sarlot, autre sortant du MPF, qui s'était présenté sans l'investiture du parti, a été réélu également dès le premier tour avec 52,12 % des voix. L'UMP n'avait pas présenté de candidats propres contre eux. Sur l'ensemble du territoire, les candidats étiquetés MPF rassemblent 312 587 voix soit 1,20 % des suffrages exprimés.
Les cadres du parti réalisent parfois des scores importants, comme Jacques Bompard dans la 4e circonscription de Vaucluse (19,72 %), Jean-Louis Millet dans la 2e circonscription du Jura (10,27 %), Me Alexandre Varaut dans la 5e circonscription de la Seine-Saint-Denis (8,11 %), Gérard Pierre dans la 2e circonscription du Morbihan (8,17 %) ou encore Guillaume Peltier (6,12 % en Indre-et-Loire) et Isabelle Letrillart (qui réalise un score de 5,11 % dans la quatrième circonscription de l'Aisne).Ces bons scores sont en grande partie dus à la notoriété des candidats, autant nationale (Guillaume Peltier est secrétaire général du mouvement) que locale (Jean-Louis Millet étant maire jusqu'en mars 2008). Cependant, aucun d'entre eux ne sera en mesure d'accéder au second tour (Jacques Bompard le rate de peu).
À la suite de la démission d'office prononcée par le Conseil constitutionnel à l'encontre de Joël Sarlot, c'est Dominique Souchet qui est réélu à sa place, le 13 avril 2008.

### Élections municipales et cantonales de 2008
Le MPF a lancé des négociations avec l'UMP pour s'assurer d'avoir un nombre suffisant d'élus capables de défendre ses valeurs et d'avoir des responsabilités au niveau municipal. Ainsi, Christophe Girard a été soutenu par l'UMP pour reprendre la mairie de Vénissieux (septième plus grande ville de la région Rhône-Alpes), au Parti communiste. Ce sera un échec, le maire sortant, André Gerin, l'emportant dès le premier tour.
Il y a eu des listes d'union avec l'UMP comme à Clermont-Ferrand, la liste UMP était dirigée par Anne Courtillé et le MPF y était représenté par François Barrière. Cette liste sera battue au second tour face au maire sortant socialiste.
Les municipales de 2008 voient la victoire de Marie-Claude Bompard à Bollène, de Jacques Bompard à Orange et de Yannick Moreau à Olonne-sur-Mer.
À Rodez dans l'Aveyron, une liste Divers droite a été associée à la liste MPF avec deux élus : Frédéric Soulié dissident de l'UMP et Hélène Boulet du MPF aujourd'hui dans l'opposition de centre-droite au Conseil municipal.

### Élections européennes de 2009
Le MPF présente des listes communes avec Chasse, pêche, nature et traditions (CPNT) sous la bannière du mouvement pan-européen Libertas. Ces listes rassembleront un total de 826 269 voix, soit 4,80 % des suffrages exprimés lors des élections européennes de 2009, et n'obtiendront qu'un seul élu, Philippe de Villiers, réélu dans la circonscription ouest avec plus de 10 % des voix. Il siège au nouveau groupe souverainiste et eurosceptique, le Groupe Europe libertés démocratie (ELD).

### Élections régionales de 2010 en France
Durant l'été 2009, Philippe de Villiers (et non le MPF) rejoint le Comité de liaison de la majorité présidentielle nouvellement créé. Ce fait sera largement commenté par les médias et les hommes politiques, y voyant un ralliement du MPF à l'UMP. Selon le secrétaire général du parti, Patrick Louis, il ne s'agit en réalité que d'une « alliance ponctuelle » et ce au niveau local et non national. (« Nous savons que les élections régionales approchent et que le scrutin à deux tours de cette échéance favorise la bipolarisation. Aucune formation politique ne peut prétendre conquérir seule une région. ») Selon lui, les convictions du MPF et en premier lieu la défense de la famille, de la souveraineté et de l’identité de la France, restent bien ancrées dans le cœur du parti.
Dans la logique de cette alliance, le MPF obtient la nomination de Christophe Béchu comme tête de liste UMP dans la région Pays de la Loire et de Dominique Bussereau comme tête de liste dans la région Poitou-Charentes. En outre, les membres du Comité de liaison de la Majorité présidentielle ont indiqué que le MPF conduira la liste de la Majorité présidentielle dans le département de la Vendée et ce, derrière Antoine Chéreau, maire MPF de Montaigu.
À la suite des élections, qui se sont soldées par une lourde défaite de la majorité présidentielle, le MPF obtient dix élus : quatre en Pays de la Loire, deux en Poitou-Charentes, un en Midi-Pyrénées, un en Picardie, un en Rhône-Alpes et un en Provence-Alpes-Côte d'Azur.

### Élection présidentielle et élections législatives de 2012
Philippe de Villiers ne se présente pas à l'élection présidentielle de 2012. À ce scrutin, le MPF n'exprime son soutien à aucun candidat en lice ni ne donne de consigne de vote.
Aux élections législatives, le MPF présente 43 candidats au 1er tour des législatives. L'UMP apporte son soutien à deux d'entre eux : la sortante de la 4e de la Vendée, Véronique Besse, et Isabelle Létrillart dans la 4e de l'Aisne. En Vendée, Véronique Besse est réélue dès le 1er tour avec 57,05 % des voix ; dans l'Aisne, Isabelle Létrillart est en tête à l'issue du 1er tour mais est battue au second par Marie-Françoise Bechtel (Mouvement républicain et citoyen).

## Élus

### Représentants au Parlement
De 2012 à 2017, le MPF est représenté à l'Assemblée nationale par une unique députée, Véronique Besse. À partir de 2017, le parti ne possède plus de représentant à l'Assemblée.
Depuis le renouvellement de 2014, il n'y a plus de représentant du MPF au Sénat, Philippe Darniche, sénateur depuis 1995, ne s’étant pas représenté à ce scrutin.

### Élus en cours de mandat au moment de la dissolution du parti
- Conseillers régionaux : Antoine Chéreau (Pays de la Loire, depuis 2004).
- Conseillers départementaux : Yves Peltier (Meuse).
- Maires : Gérard Villette (Chantonnay, depuis 1995), Antoine Chéreau (Montaigu, depuis 2001), Philippe Darniche (Mouilleron-le-Captif, depuis 1983), Daniel Beretta (Villette-d'Anthon, depuis 2001), Yves Peltier (Belleville-sur-Meuse, depuis 2001), Yannick David (La Chaize-le-Vicomte, depuis 2008), Hervé Robineau (Mouchamps, depuis 2001), Emmanuel de Bailliencourt (Mont-Cauvaire, depuis 2001), Dominique Malézieux (Le Mériot, depuis 2001), Vincent Lhopiteau (Villampuy, depuis 2001), Jean-Luc Portejoie (Palaiseul, depuis 2001), Alain Jacquet (Dun-sur-Meuse, depuis 2001), Jean Tomi (Tasso, depuis 2001), Sonya Fraibœuf (Woustviller, depuis 1995).

### Autres anciens élus
- Jean-Pierre Giraud, maire de Tiffauges de 1989 à 2014.
- Jean-Paul Laban maire de Berrac de 2001 à 2014.
- Robert Riotton, maire de Saint-Martin-de-la-Cluze de 2001 à 2013 (décès).
- Anciens conseillers régionaux : Isabelle Létrillart (Picardie), Joëlle Martineaux (Provence-Alpes-Côte d'Azur).

## Jeunes pour la France

Logo des JPF (2008).

Les « Jeunes pour la France » (JPF) constituent l’organisation politique de jeunesse du mouvement. Elle est créée le 30 juin 2001 par Guillaume Peltier.
Les présidents successifs de la formation sont Guillaume Peltier (2001-2006), Jean-Baptiste Doat (2006-2008), Thibaud Vincendeau (2008-2010), Christophe Bentz (2010-2011) et Pierre Meurin (2014-2018).